# Courtesoult-et-Gatey
Courtesoult-et-Gatey település Franciaországban, Haute-Saône megyében. Lakosainak száma 59 fő (2022. január 1.). Courtesoult-et-Gatey Pierrecourt, Achey, Champlitte, Delain, Framont és Larret községekkel határos.

## Népesség
A település népességének változása:
| Lakosok száma | 62   | 61   | 61   | 61   | 60   | 60   | 59   | 59   |
|               | 2013 | 2015 | 2017 | 2018 | 2019 | 2020 | 2021 | 2022 |